# روبرت غودرو
روبرت غودرو (بالإنجليزية: Robert Gaudreau)‏ هو لاعب هوكي الجليد أمريكي، ولد في 8 مارس 1944 في بروفيدنس في الولايات المتحدة.

## وصلات خارجية
- روبرت غودرو على موقع HockeyDB.com (الإنجليزية)
- روبرت غودرو على موقع أوليمبيديا (الإنجليزية)